# Frank Buchwald
Frank Buchwald (* 1963 in Nieder-Olm) ist ein deutscher Historiker und Journalist.

## Leben
Buchwald, Sohn des Journalisten Manfred Buchwald, wuchs im rheinhessischen Nieder-Olm auf besuchte das Gymnasium Theresanium in Mainz. Er arbeitete von 1981 bis 1985 für die Allgemeine Zeitung in Mainz und nahm 1984 an einem Austauschprogramm in die USA teil. Von 1986 bis 1992 war er für die ARD tätig und Chef vom Dienst und Moderator von Neues um Neun beim Südwestfunk. Danach wechselte er in das ARD-Studio Madrid und studierte Geschichte, Politikwissenschaft und Komparatistik an der Johannes-Gutenberg-Universität Mainz. Ende 1991 wurde er bei Winfried Baumgart mit der Dissertation Adenauers Informationspolitik und das Bundespresseamt zum Dr. phil. promoviert und ließ sich zwei Jahre später von Hanns Joachim Friedrichs ausbilden.
Von 1992 bis 1996 war er Südamerikakorrespondent beim heute journal und Korrespondent auf dem Balkan, in Afrika und im Nahen Osten. Ferner vertrat er das ZDF in Brüssel, London und Rom. Von 1996 bis 2003 leitete er das ZDF-Studio Rio de Janeiro. 2003 wurde er Politischer Korrespondent im ZDF-Hauptstadtstudio Berlin. 2008 übernahm er das Ressort Wirtschaft und 2011 die Moderation von heute im Parlament.